# Osiniec (Gniezno)
Osiniec – osiedle w południowo-wschodniej części Gniezna, na wschód od ulicy Witkowskiej, od zachodu graniczy z dzielnicą Osiedle Grunwaldzkie, od południa graniczy z dzielnicą Pławnik, od północy z dzielnicą Kawiary i od wschodu ze wsią Osiniec i Lasem Jelonek, część Osiedla nr V Kawiary/Osiniec. Zabudowa jednorodzinna (z lat 60., 70. i 80.). Przy ul. Witkowskiej stoi kilka kamienic z początku XX w., a wzdłuż niej przebiega torowisko Gnieźnieńskiej Kolei Dojazdowej. 
Ulice:
- Błękitna
- Cechowa
- Dębińska
- Grabowa
- Kawiary
- Leśna
- Łowiecka
- Osiniec
- Podleśna
- Starowiejska
- Stolarska
- Swojska
- Ślusarska
- Tęczowa
- Witkowska
- Zagajnikowa

Aktualnie główna arteria dzielnicy (ul. Witkowska) została wyremontowana; zmieniona została bitumiczna nawierzchnia, położony został chodnik i została zamontowana sygnalizacja świetlna na skrzyżowaniach z ulicami Leśną i Wolności. Wzdłuż 1200-metrowego odcinka ulicy poprowadzona jest brukowana ścieżka rowerowa..